# Orania palindan
Orania palindan là loài thực vật có hoa thuộc họ Arecaceae. Loài này được (Blanco) Merr. mô tả khoa học đầu tiên năm 1905.